# Сангай Чоден Вангчук
Королева Сангай Чоден Вангчук (англ. Sangay Choden Wangchuck; нар. 11 травня 1963) — одна з чотирьох дружин четвертого короля Бутану Джігме Сінг'є Вангчука, який правив до свого зречення в 2006 році.

## Біографія

### Родина
Сангай Чоден — п'ята дочка в сім'ї Яб Уг'єн Дорджі (англ. Yab Ugyen Dorji), нащадка Шабдрунг Нгванг Намґ'яла і Юм Тхуджі Зам (англ. Yum Thuji Zam). У сім'ї було ще 4 сестри і 2 брата. Четверо сестер (крім старшої), включаючи і Сангай Чоден, вийшли заміж за Джігме Сінг'є Вангчука в 1979 році:
- Королева Дорджі Вангмо Вангчук
- Королева Церінг Пем Вангчук
- Королева Церінг Янгдон Вангчук — мати нинішнього короля Джігме Кхесар Намг'ял Вангчука.

Сангай Чоден має двох дітей:
- Принц дашо Кхамсум Сінг'є Вангчук (нар. 6 жовтня 1985)
- Принцеса Юфелма Чоден Вангчук (нар. 1993)

Брат королеви Сангай Нгедуп є відомим політичним діячем Бутану, займав значні посади в уряді країни.

### Благодійна діяльність
Аші Сангай Чоден Вангчук опікується розвитком мистецтва в Бутані та пропагандою багатої культурної спадщини країни. Вона є покровителем бутанського музею текстилю в Тхімпху, який допомагала створювати в 2001 році.